# Rada pro životní prostředí
Rada pro životní prostředí (ENVI) je konfigurací Rady Evropské unie. Setkání probíhají přibližně čtyřikrát ročně. Sdružuje ministry životního prostředí a odpovídá za politiku EU v oblasti životního prostředí.
Tato Rada se zabývá ochranou životního prostředí, změnou klimatu, obezřetným využíváním zdrojů a ochranou lidského zdraví.
V tomto ohledu Rada společně s Evropským parlamentem přijímá právní předpisy týkající se:
- ochrany přírody
- čistého vzduchu a vody
- správné likvidace odpadu
- toxických chemikálií
- udržitelné ekonomiky